# Ramon Rucabado i Comerma
Ramon Rucabado i Comerma   (Barcelona, 11 de novembre de 1884 - Barcelona, 14 d'abril de 1966) fou un escriptor i activista català.

## Biografia
Ramon Rucabado va néixer al carrer Riereta de Barcelona, fill de Manuel Rucabado i Marcos, natural de Barcelona, i de Maria dels Àngels Comerma i Torrella, natural de Terrassa.
De formació autodidacta, va treballar a l'empresa La España Industrial, on va arribar a ésser apoderat. També va ésser el primer secretari de la Societat d'Estudis Econòmics de Barcelona i l'any 1908 va inaugurar, com a conferenciant, la càtedra lliure d'Economia Política. També va ésser vicepresident de la Secció Permanent d'Educació del Centre Autonomista de Dependents del Comerç i de la Indústria (CADCI), de Sabadell. Polemista brillant, va defensar els principis socials i morals del cristianisme de l'època, emparant els valors morals entesos dins les convencions tradicionals. Va ésser director del setmanari Catalunya Social (1921-1936) i va col·laborar a La Veu de Catalunya, La Cataluña, La Paraula Cristiana, La Revista, etc. Va publicar més de vint llibres i opuscles. L'any 1942 va iniciar la col·laboració regular al Diario de Barcelona, Templo, etc. i que va perdurar fins a la seva mort.
Es va casar l'any 1914 amb Clara Verdaguer i Puigdollers (1891-1952), de la família del poeta mossèn Jacint Verdaguer, ja que aqesut era fill de Josep Verdaguer i Ordeix, mentre que Clara Verdaguer i Puigdollers fou neta de Segimon Verdaguer i Ordeix, oncle de mossèn Verdaguer. Van tenir deu fills.

## Fons personal
El seu fons personal es conserva a l'Arxiu Nacional de Catalunya. Hi destaca especialment una col·lecció important de publicacions periòdiques on va col·laborar, que contenen articles seus publicats. També reuneix un volum important de llibres, opuscles, conferències, pròlegs a obres d'altres autors i una sèrie de dossiers temàtics amb informació molt diversa i que formaven part del material de treball de l'escriptor. Destaca, a més, la correspondència, que aplega cartes rebudes de nombroses personalitats del món polític, literari i artístic del moment. Finalment, hi ha documentació personal i familiar i una interessant col·lecció de monografies i publicacions periòdiques sobre religió, història i literatura.